# Just Stop Oil
Just Stop Oil — климатическая кампания в Великобритании, использующая гражданское сопротивление с целью гарантировать, что правительство Великобритании обязуется прекратить лицензирование и производство новых ископаемых видов топлива. Кампания была запущена 14 февраля 2022 года  и в апреле 2022 года провела месяц сбоев на нефтяных терминалах по всей Англии. Группа активистов вызвала серьезные споры из-за актов вандализма в отношении произведений искусства в галереях. Для сдерживания активистов только в Лондоне на момент 2023 года было задействовано около 16,5 тыс. сотрудников полиции. На момент 2022 года в связи с кампанией по разным оценкам произведено порядка 750-2000 задержаний.

## История
Группа была запущена 14 февраля 2022 года.
13 марта её сторонники сорвали 75-ю церемонию вручения кинопремии Британской киноакадемии (BAFTA).
20 марта двое сочувствующих попытались сорвать футбольный матч на стадионе «Эмирейтс» «Арсенала» в Лондоне, но были перехвачены. 21 марта один болельщик остановил игру на футбольном матче в Гудисон Парк в Ливерпуле, выбежав на поле и привязал себя тросом к стойке ворот за шею. На следующий день один болельщик ненадолго вышел на поле стадиона «Молинью» в Вулверхэмптоне. 24 марта шесть болельщиков попытались сорвать матч на стадионе «Тоттенхэм Хотспур» на севере Лондона. Все были быстро удалены, но матч был ненадолго остановлен.
С 1 апреля они проводят по всей Англии блокаду 10 важнейших нефтяных объектов, намереваясь перекрыть подачу бензина на юго-восток Англии. Они утверждали, что их вдохновили протесты британских водителей грузовиков в 2000 году, парализовавшие раздачу бензина. 14 апреля активисты Just Stop Oil остановили и окружили нефтяной танкер в Лондоне, вызвав заторы на автомагистрали M4. 15 апреля сторонники кампании атаковали нефтяные терминалы Кингсбери, Навигатор и Грейс, блокируя дороги и забираясь на нефтяные танкеры. В тот же день стало известно, что Navigator Thames, ExxonMobil и Valero добились гражданских судебных запретов, чтобы предотвратить протесты на своих нефтяных терминалах 19 апреля Just Stop Oil приостановила на неделю свои действия против раздачи топлива в надежде на действия правительства. 28 апреля около 35 сторонников Just Stop Oil вывели из строя бензоколонки на двух заправочных станциях на автомагистралях M25 (сервисы Cobham в Суррее и сервисы Clacket Lane в Кенте).
3 июля группа сторонников Just Stop Oil вызвала споры на Гран-при Великобритании F1 2022 года, сев посреди трассы, однако гонка была остановлена за несколько секунд до этого из-за аварии, и выбежавшие на трассу не повлияли на спортивное событие. Позже их задержала полиция. Их действия поддержали гонщики «Формулы-1» Фернандо Алонсо, Льюис Хэмилтон и Карлос Сайнс, хотя все трое заявили, что эти люди не должны были подвергать себя риску травмы.
Сторонники Just Stop Oil нацелились на произведения искусства в публичных галереях в июле 2022 года. Двое сторонников приклеились к картине Джона Констебла «Телега для сена» (1821) в Национальной галерее в Лондоне 4 июля. Они закрыли картину печатной иллюстрацией, которая переосмыслила полотно в «апокалиптическое видение будущего», изображающее «климатический коллапс и то, что он сделает с этим ландшафтом». Два человека впоследствии были арестованы полицией, а картина была изъята для осмотра реставраторами.
Группа сторонников приклеилась к копии картины Леонардо да Винчи «Тайная вечеря» в Королевской академии художеств 5 июля. Они нанесли надпись «No New Oil» аэрозольной краской на стене под картиной.
26 августа группа заблокировала семь заправочных станций в центре Лондона и совершила акт вандализма. Сорок три человека в Лондоне были арестованы за вандализм.
14 октября протестующие Just Stop Oil облили томатным супом стекло, защищающее шедевр Винсента Ван Гога «Подсолнухи» (1888) в Национальной галерее. Полотно не пострадало, но рама получила незначительные повреждения, а 23 октября они облили картину Клода Моне «Стог сена» картофельным пюре.
17 апреля 2023 года около 19:20 UTC двое сторонников Just Stop Oil сорвали чемпионат мира по снукеру в театре Крусибл в Шеффилде, прервав игру. Один из сторонников рассыпал на стол оранжевую порошковую краску, прежде чем их убрала охрана. В результате были прерваны матчи Роберт Милкинс - Джо Перри (играли на пострадавшем столе) и Марк Аллен - Фань Чжэнъи. Позже матч Аллена и Фаня возобновили, матч Милкинса и Перри же был перенесён на несколько дней.
Утром 27 июня года в знак протеста против прокладки Восточноафриканского нефтепровода и солидарности с угандийскими студентами протестующие распылили из огнетушителей на пол и стены фирмы TotalEnergies в Канэри-Уорф чёрную и оранжевую краску, соответственно, и сели около её здания. Полиция задержала 27 человек.
Несколько ранее, 26 июня, помощник комиссара лондонской полиции Мэтт Твист заявил, что против демонстрантов были задействованы невероятные 16,5 тыс. сотрудников, что, по его же словам, эквивалентно 5,5 млн фунтов стерлингов.
19 июня 2024 года Стоунхендж подвергся нападению сторонников Just Stop Oil. Нарушителей арестовали. Ими оказались 21-летняя студентка Оксфорда и 73-летний житель Бирмингема. Акция была проведена в преддверии праздника летнего солнцестояния, в который у Стоунхенджа соберутся тысячи людей. Премьер-министр Великобритании Риши Сунак назвал акцию «позорным актом вандализма в отношении одного из старейших и важнейших памятников Великобритании и мира».

## Внешние ссылки
- juststopoil.org — официальный сайт Just Stop Oil